# Sweet Baby James
| 전문가 평가                   | 전문가 평가 |
| 평가 점수                     | 평가 점수   |
| 출처                          | 점수        |
| ----------------------------- | ----------- |
| AllMusic                      | [ 1 ]       |
| Christgau's Record Guide      | B–          |
| MusicHound Rock               | 4/5         |
| Rolling Stone Album Guide     | [ 4 ]       |
| The Village Voice             | C+          |
| Encyclopedia of Popular Music | [ 6 ]       |

《Sweet Baby James》는 미국의 싱어송라이터 제임스 테일러의 두 번째 스튜디오 음반이자 워너 브라더스 레코드에서 그의 첫 번째 발매 음반이다. 1970년 2월에 발매된 이 음반에는 테일러의 초기 성공적인 싱글들 중 하나인 〈Fire and Rain〉이 포함되어 있으며, 빌보드 핫 100에서 3위에 올랐다. 이 음반 자체는 빌보드 200 차트에서 3위에 올랐다. 《Sweet Baby Jame》는 테일러를 최고의 싱어송라이터 활동의 주요 세력 중 하나로 만들었다. 이 음반은 1971년 그래미 어워드 올해의 앨범상 후보에 올랐다. 이 음반은 《롤링 스톤》의 역사상 가장 위대한 음반 500장에 104위에 올랐다.

## 배경
피터 애셔가 프로듀싱한 이 음반은 1969년 12월 8일부터 17일 사이에 캘리포니아주 로스앤젤레스 선셋 사운드에서 예산 2만 달러 중 단돈 7,600 달러(2020년 5만 3,634 달러)의 비용으로 녹음되었다. 테일러는 음반이 녹음될 당시 "본질적으로 노숙자"였고, 애셔의 집에 머물거나 기타리스트 대니 코르치마르의 집에 있는 소파에서 잠을 잤거나 그를 데리고 있는 다른 누구라도 마찬가지였다.
〈Suite for 20 G〉라는 곡은 테일러가 음반이 배달되자마자 2만 달러(2020년 12월 13일 달러)를 약속받았기 때문에 그렇게 이름 붙여졌다. 한 곡이 더 필요하자, 그는 완성되지 않은 세 곡을 "수트(Suite)"로 엮어 음반을 완성했다.
이 음반은 1970년 10월 31일, 빌보드 핫 100에서 3위로 정점을 찍은 〈Anywhere Like Heaven〉의 지원을 받는 〈Fire and Rain〉과 1971년 3월 20일 37위로 정점을 찍은 〈Sunny Skies〉의 지원을 받는 〈Country Road〉라는 두 개의 차트 싱글을 제작했다. 그리고 〈Suite for 20 G〉의 지원을 받은 〈Sweet Baby James〉는 차트에 오르지 못했다.

## 곡 목록
모든 곡들은 특별한 언급이 없는 한 제임스 테일러에 의해 작사/작곡하였다.
| #  | 제목                  | 작사·작곡     | 재생 시간 |
| -- | --------------------- | ------------- | --------- |
| 1. | 〈Sweet Baby James〉  |               | 2:54      |
| 2. | 〈Lo and Behold〉     |               | 2:37      |
| 3. | 〈Sunny Skies〉       |               | 2:21      |
| 4. | 〈Steamroller Blues〉 |               | 2:57      |
| 5. | 〈Country Road〉      |               | 3:22      |
| 6. | 〈Oh, Susannah〉      | 스티븐 포스터 | 1:58      |

| #  | 제목                                        | 재생 시간 |
| -- | ------------------------------------------- | --------- |
| 1. | 〈Fire and Rain〉                           | 3:20      |
| 2. | 〈Blossom〉                                 | 2:14      |
| 3. | 〈Anywhere Like Heaven〉                    | 3:23      |
| 4. | 〈Oh Baby, Don't You Loose Your Lip on Me〉 | 1:46      |
| 5. | 〈Suite for 20 G〉                          | 4:41      |

## 인증
| 국가                       | 인증        | 판매량/출하량 |
| -------------------------- | ----------- | ------------- |
| 미국 (RIAA)                | 3× 플래티넘 | 3,000,000^    |
| ^출하량을 기반으로 한 인증 |             |               |